# Hans von Marées

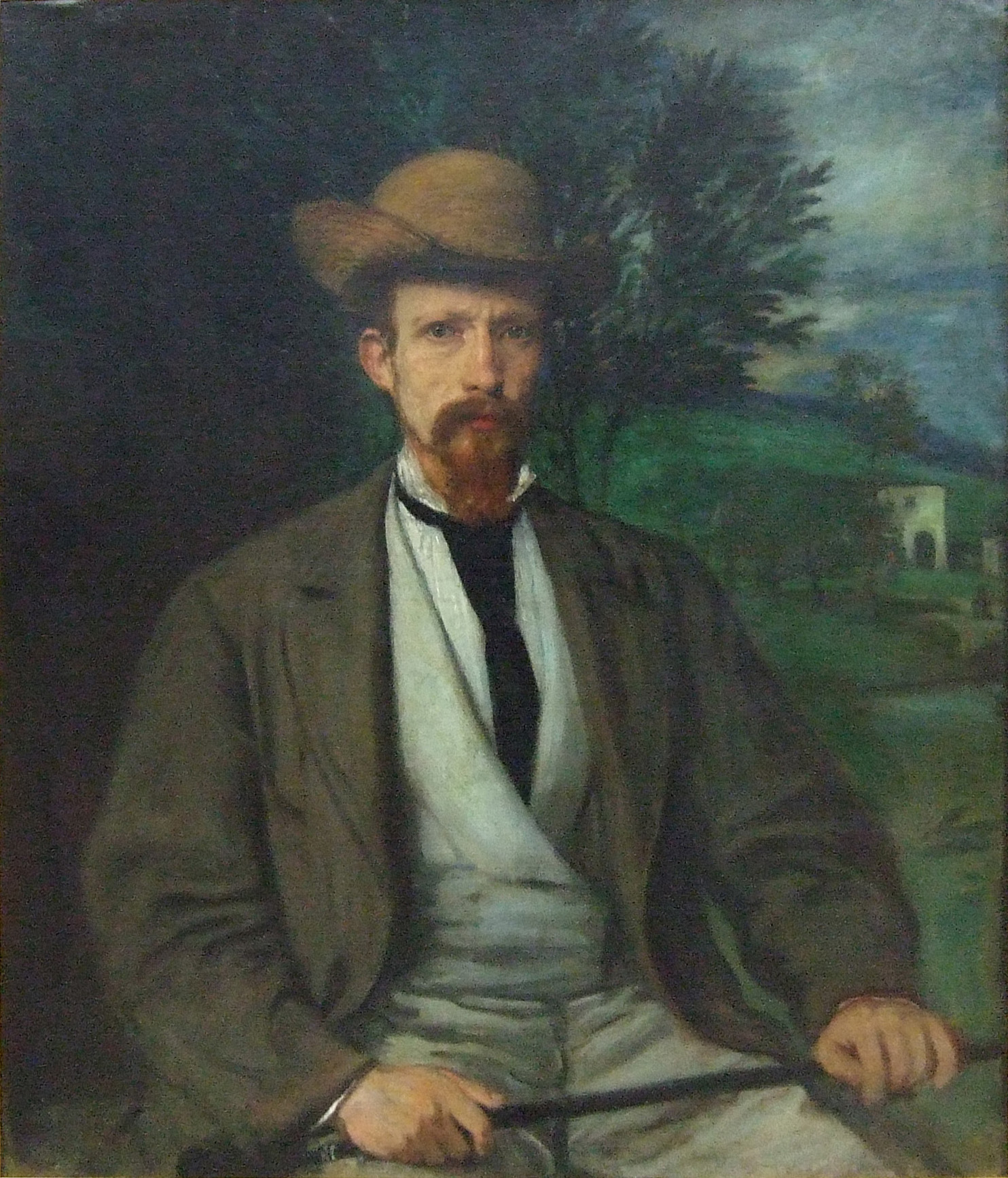
Hans von Marées: Autoportrét se žlutým kloboukem (1874)

Hans von Marées, narozený Johann Reinhard von Marées (24. prosince 1837, Elberfeld, dnes část města Wuppertal – 5. června 1887, Řím) byl německý malíř a grafik.

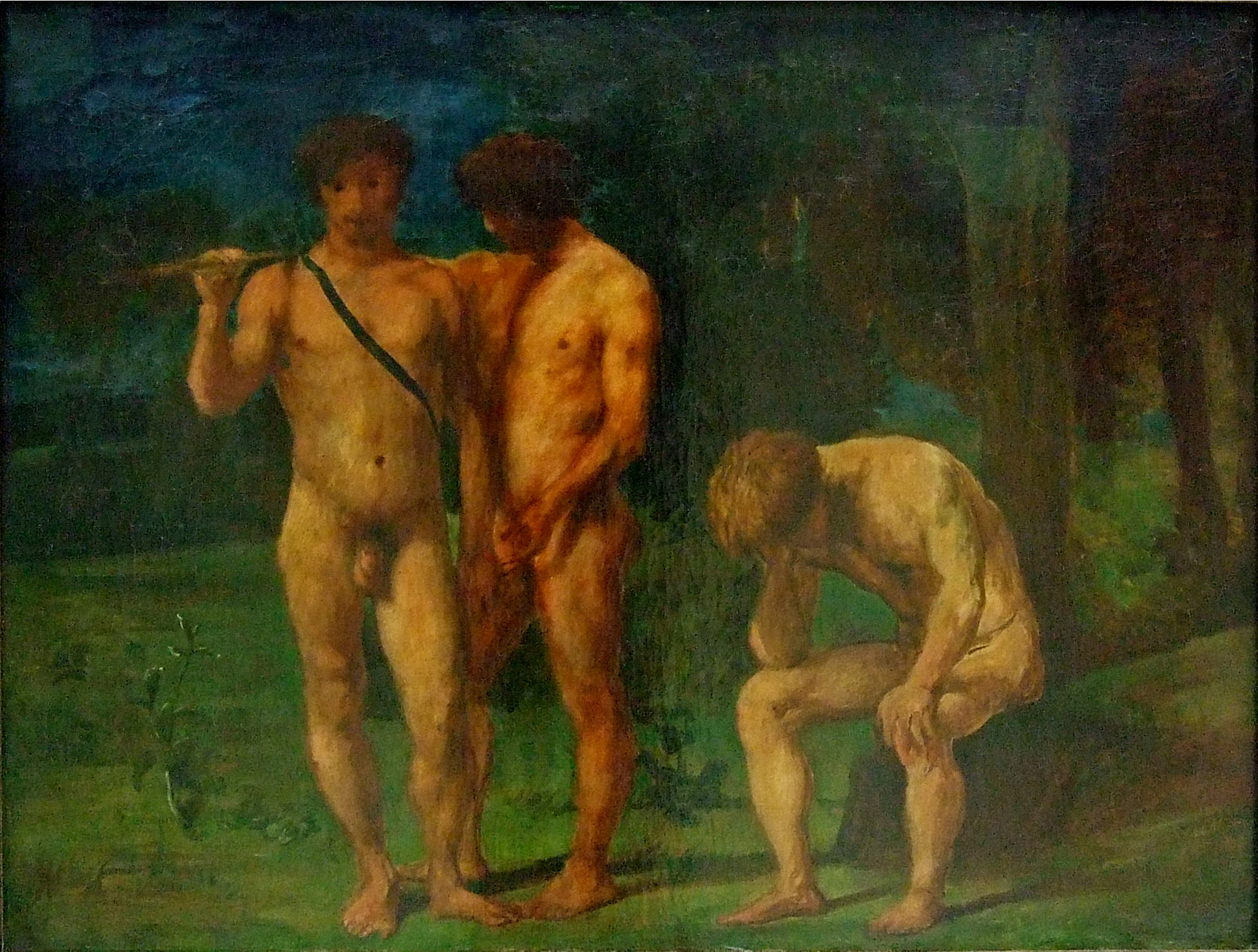
Hans von Marées: Krajina se třemi muži (1874)

Narodil se v rodině bankéře, malbu studoval v Berlíně. Po vojenské službě v letech 1855–57 se odstěhoval do Mnichova, kde se seznámil s okruhem kolem Franze von Lenbacha; s Lenbachem roku 1864 odjel do Itálie kopírovat tamní staré mistry. Během prusko-francouzská války sloužil v armádě, poté žil nějaký čas v Berlíně a Drážďanech. Roku 1873 odejel natrvalo do Itálie, kde poznal „německé Římany“ Anselma Feuerbacha a Arnolda Böcklina, kteří ovlivnili jeho styl.